# José Madueña
José Antonio Madueña López (San Felipe, Baja California; 29 de mayo de 1990) es un futbolista mexicano que se desempeña como lateral derecho y actualmente juega para Mazatlán F. C. de la Primera División de México..

## Trayectoria

### Inicios y Club Tijuana
Se inició en Delfines de los Cabos después paso al Club Tijuana en ese entonces militaba en la liga de ascenso, en 2009 logrando el ascenso al máximo circuito y formando parte del plantel de Primera División, junto con jugadores como Joshua Abrego, Raúl Enríquez y más.
Debuta el 28 de febrero de 2010 ante el Cruz Azul Hidalgo.
Uno de los jugadores que Antonio Mohamed debutó en el Club Tijuana, y tuvo participación en Copa Libertadores 2013. Una de sus características principales es su velocidad además de que puede jugar de volante o lateral por cualquiera de las dos bandas. Campeón con Xolos de Tijuana en el Apertura 2012.

### Dorados de Sinaloa
Para el Apertura 2013, pasa a Dorados de Sinaloa en calidad de Préstamo por 1 año sin opción a compra, donde comenzó destacando con el primer equipo siendo titular indiscutible.

### Club América
Por petición del entonces técnico del América Antonio Mohamed el 2 de junio de 2014, se oficializó su pasé al Club América en calidad de Préstamo por 1 año sin opción a compra siendo el segundo refuerzo de cara al Apertura 2014.
El 14 de diciembre de 2014, se coronó campeón con el club aunque no jugó en ninguno de los partidos de la final ante Tigres UANL.

### Club Tijuana (Segunda Etapa)
Tras finalizar el Clausura 2015, el Club América, tenía intención de comprar su carta pero Tijuana pedía más de 8 MDD, lo cual América no aceptó y se oficializó su regreso al Club Tijuana, siendo el primer refuerzo de cara al Apertura 2015.

### Atlas Fútbol Club
En junio de 2016, al no entrar en planes de Miguel Herrera el Atlas Fútbol Club hace oficial el fichaje de Madueña al equipo rojinegro en calidad de préstamo por 1 año sin opción a compra.
El esta institución su situación dio un giro de 180° ya que pasó de ser un jugador con pocos minutos a ser titular indiscutible con los zorros.

### Cruz Azul
En diciembre de 2017, pese a la intención del Atlas de renovar su préstamo para permanecer con el club, y por petición de Pedro Caixinha se hace oficial su fichaje al Cruz Azul en compra definitiva al Club Tijuana por 6 MDD siendo el primer refuerzo de cara al Clausura 2018.

### Club Deportivo Guadalajara
Se hizo oficial su traspaso al Club Deportivo Guadalajara en una conferencia de prensa el 4 de diciembre de 2019. se convirtió uno de los muy pocos jugadores en jugar con Club Deportivo Guadalajara y Club América, la transacción fue de 5 millones de dólares, convirtiéndose en el segundo refuerzo de cara al Clausura 2020.

## Palmarés

### Campeonatos nacionales
| Título           | Club      | País           | Año  |
| ---------------- | --------- | -------------- | ---- |
| Liga de Ascenso  | Tijuana   | México         | 2010 |
| Final de Ascenso | Tijuana   | México         | 2011 |
| Liga MX          | Tijuana   | México         | 2012 |
| Liga MX          | América   | México         | 2014 |
| Copa MX          | Cruz Azul | México         | 2018 |
| Supercopa MX     | Cruz Azul | Estados Unidos | 2019 |

### Títulos internacionales
| Título            | Club    | Sede   | Año  |
| ----------------- | ------- | ------ | ---- |
| Liga de Campeones | América | Canadá | 2015 |